# Alasdair Milne
Alasdair Milne, né le 8 octobre 1930, et mort le 8 janvier 2013, est un journaliste britannique, a été directeur général de la BBC de 1982 à 1987.

## Biographie
Diplômé du Winchester College et d'Oxford, Alasdair Milne a fait une longue carrière à la BBC au cours de laquelle il a produit des programmes réputés comme Tonight, sa première émission en 1957, et That was the Week that Was. 
Pendant la guerre des Malouines, Margaret Thatcher critiqua la BBC les 7 et 11 mai à la Chambre des communes. Alasdair Milne fut invité à rencontrer un groupe de députés de la majorité à Westminster, avec George Howard, président du conseil d’administration. Les élus protestèrent contre le ton de neutralité de la BBC dans la couverture de la Guerre des Malouines. Selon eux, le rôle de la BBC était de soutenir le gouvernement. Plusieurs journaux, dont le Sun de Rupert Murdoch les soutinrent. L'attaché de presse de Margaret Thatcher, Bernard Ingham, reconnut plus tard que les députés étaient montés au créneau à la demande de Margaret Thatcher, afin que les attaques contre la BBC ne proviennent pas toujours des mêmes ministres.
La BBC fut aussi accusée de partialité dans la couverture des élections législatives du 6 juin 1983, en particulier dans l'autobiographie du ministre conservateur Norman Tebbit. Le président suivant du conseil d'administration, Marmaduke Hussey, était jugé assez proche du gouvernement, ce qui lui a compliqué la tâche. La diffusion du programme Real Lives a débouché sur un autre conflit avec le gouvernement et avec son conseil d'administration, qu'il a qualifié de "bande d'amateurs", l'obligeant à démissionner en janvier 1987. L'opposition n'exploita pas cette démission, pourtant considérée par certains comme marquant "la fin du mythe de l'indépendance de la BBC" car Alasdair Milne faisait figure, au même titre que le chef du syndical des mineurs Arthur Scargill de "tête de turc" de la presse écrite britannique. Il a publié une autobiographie en 1988.